# Sherman Chauncey Bishop
Sherman Chauncey Bishop (abreviado Bishop) fue un herpetólogo y aracnólogo estadounidense, nacido el 18 de noviembre de 1887 en Sloatsburg (NY) y fallecido el 28 de mayo de 1951, en Rochester (Nueva York).
Se crio en la región de Lagos Finger y se convirtió en un estudiante de la Universidad de Cornell en 1909. Interesado en la entomología y la herpetología por la influencia de su maestro Albert Hazen Wright (1820-1970). En 1912, participó en una expedición dirigida por Wright en el pantano de Okefenokee, ubicado en la frontera entre Georgia y la Florida. Después de su graduación en 1915, Bishop trabajó para el Departamento de Estado en la conservación de la entomología, como primer trabajo antes de obtener una posición como zoólogo en el New York State Museum, en Albany.
Cuando estalló la Primera Guerra Mundial se alistó en la Armada en 1917. Después de la guerra regresó al Albany Museo y pasa su doctorado en 1925. En 1928 se fue a la Universidad de Rochester, donde se convirtió en profesor de zoología de vertebrados en el año 1933.
Bishop es autor de numerosas publicaciones sobre los arácnidos y anfibios (especialmente las salamandras, de las que descubrió catorce nuevas especies). Tenía una gran influencia sobre sus alumnos Arnold Grobman Brams (1918 -) y Joseph Anton Tihen (1918 -).

## Algunas publicaciones

### Eponimia
- sherman c. Bishop. 1949. The Phalangida (Opiliones) of New York: with special reference to the species of the Edmund Niles Huyck Preserve, Rensselaerville, New York. Proc. Rochester Academy of Sci. 9 (3): 77 pp. Editor The Academy

- ----------------------------. 1943. Handbook of Salamanders: The Salamanders of the United States, of Canada, and of Lower California. Vol. 3 de Comstock Classic Handbooks. Edición reimpresa, ilustrada de Cornell Univ. Press, 555 pp. ISBN 0801482135 en línea

- ----------------------------. 1926. Notes on the Habits and Development of the Mudpuppy, Necturus Maqulesus (Rafinesque). 60 pp.

- ----------------------------. 1924. A Revision of the Pisauridae of the United States. Bull. of the New York State Museum 252. 140 pp.

## Abreviatura (zoología)
La abreviatura Bishop  se emplea para indicar a Sherman Chauncey Bishop como autoridad en la descripción y taxonomía en zoología.

## Fuente
- Kraig Adler (1989). Contributions to the History of Herpetology, Society for the study of amphibians and reptiles : 202 p. (ISBN 0-916984-19-2)